# Раичкович, Стеван
Стеван Раичкович (серб. Stevan Raičković; 5 июля 1928, Нересница, близ Кучево (ныне Браничевский округ Сербия) — 6 мая 2007, Белград) — сербский поэт, прозаик, переводчик. Действительный член Сербской академии наук и искусств с 1993 года.

## Биография

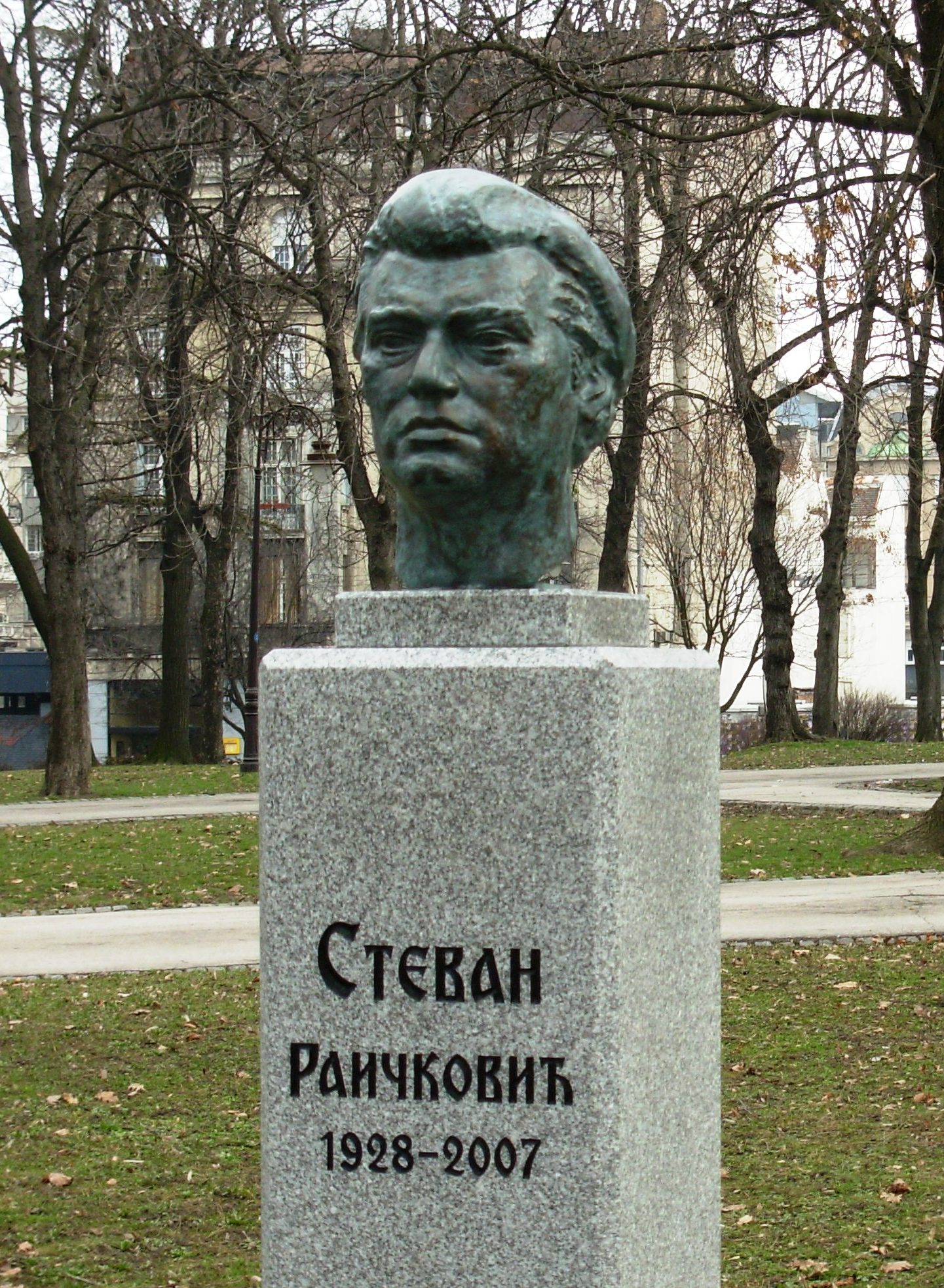
Бюст Стевана Раичковича в Белграде

Окончил философский факультет университета в Белграде (1947). С 1949 по 1959 год — сотрудник литературной редакции Радио Белграда, позже работал редактором в издательстве «Просвета».

## Творчество
С 1945 года начал публиковать стихи в журналах «Литература», «Юность», «Литературная газета», «Политика» и др.
Опубликовал более двадцати книг стихов, семь книг для детей, несколько книг очерков.
Автор лирических сборников «Песнь тишины» (1952), «Тиса» (1961), «Стихи» (1972). Собрание сочинений С. Раичкович были опубликованы в 1998 году.
Занимался переводами поэзии А. Ахматовой, М. Цветаевой, Б. Пастернака, И. Бродского, современных русских поэтов. Перевёл сонеты Шекспира и Ф. Петрарки.
Поэзия Раичковича публиковалась на русском, польском, чешском, словацком, венгерском, болгарском, русинском, албанском, словенском и македонском языках.
Он лауреат ряда литературных премий, в том числе: Октябрьская премия Белграда (1958), «Седьмого июля» Социалистической Республики Сербия (1963), премия Негоша (1993 и 1994) и др.

## Избранные произведения
Поэзия
- Detinjstva (1950),
- Pesma tišine (1952),
- Balada o predvečerju (1955),
- Kasno leto (1958),
- Tisa (1961),
- Kamena uspavanka (1963),
- Stihovi (1964),
- Prolazi rekom lađa (1967),
- Varke (1967),
- Zapisi (1971),
- Zapisi o crnom Vladimiru (1971),
- Slučajni memoari (1978),
- Točak za mučenje (1981),
- Panonske ptice (1988),
- Monolog na Topoli (1988),
- Svet oko mene (1988),
- Stihovi iz dnevnika (1990)
- Fascikla 1999/2000 (2001)
- Čarolija o Herceg-Novom (1989),
- Suvišna pesma (1991)
- Kineska priča (1995)

Проза
- Intimne mape (1978)
- Zlatna greda (1993);

Эссе и мемуары
- Beleške o poeziji (1978),
- Portreti pesnika (1987),
- Dnevnik o poeziji (1990),
- Dnevnik o poeziji II (1997),
- Nulti ciklus (1998),
- U društvu pesnika (2000),
- Slova i besede (2000),
- Linija magle (2001)
- Monolog o poeziji (2001);

Книги для детей и юношества
- Veliko dvorište (1955),
- Družina pod suncem (1960),
- Gurije (1962),
- Krajcara i druge pesme (1971),
- Vetrenjača (1974),
- Male bajke (1974)
- Slike i prilike (1978);

Автобиографии
- Jedan mogući život (Homo poeticus) (2002).